# Bombus randeckensis
Bombus randeckensis (saknar svenskt namn) är en utdöd insekt i överfamiljen bin (Apoidea) och släktet humlor (Bombus).
Arten är en utdöd humla, som levde under tidig till mellersta Miocen, mellan 13 och 16 miljoner år före nutid. Den återfanns 2012 i Randeck Maar, en kratersjö på kalkstensgrund i sydvästra Tyskland. Fyndet bestod endast av en framvinge; denna var drygt 14,3 mm lång och mörk utom i den innersta delen.